# Bythinella galerae
Espèce
Statut de conservation UICN

 VU D2 : Vulnérable
Bythinella galerae est une espèce de mollusques de la famille des Amnicolidae.

## Distribution
Cette espèce est endémique de la Lozère. Elle n'est connue que d'une grotte de Castelbouc à Sainte-Enimie.